# New Order
I New Order sono un gruppo musicale rock britannico formatosi nel 1980.
I New Order si sono formati in seguito allo scioglimento del loro gruppo precedente, i Joy Division, dopo il suicidio del cantante Ian Curtis. La formazione originale del gruppo era composta da Bernard Sumner (voce, chitarra, sintetizzatori), Peter Hook (basso, cori, batteria elettronica) e Stephen Morris (batteria, sintetizzatori).
Al nuovo gruppo si unì presto la tastierista Gillian Gilbert (che lascia il gruppo nel 2001 per poi rientrare nel 2011).

## Stile
I New Order hanno combinato il post-punk e la musica dance, diventando una delle band più influenti e acclamate dalla critica negli anni ottanta. Anche se i New Order dei primi anni hanno portato la pesante eredità musicale dei Joy Division, grazie alla loro immersione nella scena club di New York dei primi anni '80, hanno poi abbracciato un nuovo corso stilistico con la musica dance. La loro hit del 1983 Blue Monday segnò il loro radicale cambiamento di stile, con sintetizzatori e batterie elettroniche, diventando il vinile da 12 pollici più venduto della storia. I New Order erano il fiore all'occhiello della Factory Records, e le loro copertine minimaliste riflettevano la politica libertaria della casa discografica, che assecondava i desideri dei suoi artisti, inclusa l'avversione verso l'inserimento dei singoli negli album. La band è stata spesso acclamata dai fan, critica e altri musicisti per l'alta influenza nella scena alternative rock e dance.
La musica dance dei New Order ha messo in luce allo stesso tempo gli aspetti più drammatici e luminosi di un genere in ascesa come il synth-pop, rimanendo ancora oggi una delle formazioni più influenti e rispettate dell'intera scena rock, come spesso personalità quali Bobby Gillespie dei Primal Scream e Billy Corgan degli Smashing Pumpkins ricordano.

## Storia del gruppo

### Prima parte della carriera (1980-1993)
Dopo il suicidio di Ian Curtis (18 maggio 1980), gli altri membri dei Joy Division decidono di combattere lo shock ripartendo quasi da zero e di non continuare a suonare con il nome Joy Division. Il 29 luglio 1980 tengono il primo concerto a Manchester. Il loro manager, Rob Gretton gli conferisce il nome di New Order. Cercano una nuova voce, ma alla fine assegnano il ruolo di cantante a Sumner. Dopo l'ingresso della tastierista e chitarrista Gillian Gilbert (ottobre 1980), fidanzata di Morris, partono definitivamente con il nome New Order.
Pur mantenendo inizialmente un'impronta musicale molto aderente allo stile della precedente formazione, d'altra parte per tre quarti uguale alla nuova, i New Order svilupparono presto un loro sound distintivo, affrancandosi dall'immaginario più dark e new wave dei Joy Division ed approdando ad un suono più electro, dance e pop. Finiranno per rappresentare in qualche modo l'opposta faccia dell'"inferno" curtisiano, sublimandolo verso un "eden" di comunicabilità e coloratissime intuizioni.
Il primo singolo del gruppo è Ceremony/In a Lonely Place, canzoni scritte da Ian Curtis prima di morire. Così, ancora indecisi sulle prospettive, i membri dei New Order riprendono in mano le bozze dell'ex cantante e daranno alle stampe il primo album, Movement (novembre 1981), prodotto da Martin Hannett - loro collaboratore dai tempi dei Joy Division - e dal sound ancora molto legato allo stile dark e melancolico che caratterizzava la loro precedente incarnazione. I primi lavori verranno però, in un certo senso, rinnegati dal quartetto negli anni successivi: Sumner dichiara di non aver mai posseduto una copia di Movement e i brani contenuti in questo disco non verranno mai suonati dal vivo.
Nel maggio 1982 aprono un locale a Manchester, The Haçienda.
Il cambio di prospettive arriverà attraverso i successivi singoli, Everything's Gone Green, Temptation e soprattutto Blue Monday (1983), una cavalcata tutta pulsioni elettroniche debitrici a pionieri come Kraftwerk e Giorgio Moroder, ma dotata di una forza melodica che finirà per renderla uno dei modelli principali di scrittura pop per tutti gli anni ottanta ed oltre.
Seguiranno album ancora sulla scia acida e paradisiaca tracciata da Blue Monday.
In Power, Corruption & Lies (maggio 1983) spiccano soprattutto gli arrangiamenti e l'alternanza di composizioni di stampo chitarristico e di marca elettronica. 
In Low Life (1985) viene inserita The Perfect Kiss, altro stacco cruciale della carriera dei New Order, che rilancia e rinnova la struttura di Blue Monday verso dimensioni ancora più epiche e sofisticate. The Perfect Kiss è accompagnata da un videoclip realizzato da Jonathan Demme e dalla B-side Sub-culture.
Nel febbraio 1986 viene realizzata, per la colonna sonora del film Bella in rosa, la canzone Shellshock. Inoltre anche le versioni strumentali di due altri brani (Elegia e Thieves Like Us) appaiono nel film, ma non vengono inseriti nell'album relativo alla colonna sonora. 
In Brotherhood (settembre 1986) ormai appare pieno il controllo sulla loro forma di synth pop.
L'impressione viene confermata dalla compilation Substance (estate 1987), nella cui tracklist spiccano il remix di Bizarre Love Triangle e l'energetica True Faith, singolo prodotto da Stephen Hague.
Quello che cambierà ancora la musica e le vite dei componenti sarà Technique (febbraio 1989), documento musicale di un'estate ibizenca preda dell'acid-house e dell'ecstasy. Registrato proprio tra Ibiza e Manchester tra eccessi e litigi, il disco si caratterizza di un suono che aggredisce ancora di più i ritmi e miracolosamente la vena melodica, invece di intimorirsi, regala uno dei vertici lirici della carriera dei New Order. Un album figlio di un'ispirazione rapinosa, influenzato da circostanze di eventi irripetibili.
Nel 1990 la band registra il brano World in Motion (con il nome EnglandNewOrder) scritto insieme a Keith Allen. Si tratta della canzone ufficiale della nazionale di calcio inglese in vista dei mondiali in Italia.
Il successivo album Republic (1993) riscuoterà un successo di critica modesto. Ciò è dovuto al crollo finanziario del loro club di Manchester, l'Haçienda, ai problemi di carattere personale interni al gruppo (soprattutto da parte dei due leader, Hook e Sumner) e al fatto che anche la Factory Records era in crisi. Un anno dopo viene pubblicata la seconda raccolta ufficiale, The Best of New Order, seguita dall'album di remix The Rest of New Order.

### Scioglimento e progetti paralleli (1993-1998)
I New Order rimangono inattivi tra il 1993 e il 1998, periodo durante il quale i membri parteciparono a vari progetti paralleli. Già dopo la pubblicazione di Technique (1989), Sumner forma con Johnny Marr (Smiths), l'ex Kraftwerk Karl Bartos e con i Pet Shop Boys, un supergruppo chiamato Electronic, attivo sporadicamente fino al 1998.
Hook forma il gruppo rock Revenge e poi i Monaco con David Potts.
La Gilbert e Morris formano invece i The Other Two lavorando su varie colonne sonore.

### Reunion graduale (1998-2007)
Nel 1998, la morte del manager Rob Gretton, fu il primo passo verso il riavvicinamento del gruppo.
Il gruppo tiene alcuni concerti (a Reading e Glastonbury) e si decide a ritornare al lavoro in studio.
Nel 2001 viene pubblicato Get Ready, il loro primo album dopo 8 anni. Il posto della Gilbert, uscita dal gruppo per i problemi di salute della figlia avuta con Morris, viene preso da Bobby Gillespie (Primal Scream) e Billy Corgan (The Smashing Pumpkins), che coadiuvano il lavoro del gruppo in studio e dal vivo, ma non entrano ufficialmente in formazione. Il singolo Crystal ottiene un buon successo e, in generale, il disco si riavvicina al suono dei Joy Division: poche tastiere (eccetto Vicious Streak) e molti bassi. Get Ready, a vent'anni da Movement e ad otto da Republic, seppur di ritorno da una lunga stasi, dipinge i New Order come una band ancora vogliosa di rimanere sugli scudi, con un taglio ancora rock dei suoni, ma ancora memori di tutta l'esperienza in ambito melodico ed elettronico accumulata negli anni. Di nuovo un successo clamoroso ed un singolo come Crystal che non manca di conquistare nuovi e vecchi ascoltatori. Successivamente il gruppo collabora con i Chemical Brothers per il singolo Here to Stay. Inoltre la band viene ritratta nel film 24 Hour Party People (2002), che riguarda proprio la scena musicale di Manchester degli anni Ottanta e Novanta.
Quattro anni dopo il miracolo si ripete ancora con Waiting for the Sirens' Call (marzo 2005). Si tratta del primo disco a cui partecipa anche il nuovo membro del gruppo, Phil Cunningham (chitarre, synth), che prende ufficialmente il posto della Gilbert. Questo disco è realizzato con il supporto di produttori diversi e prestigiosi come John Leckie e Stuart Price. Inoltre vi partecipa Ana Matronic (Scissor Sisters). L'album riesce a recuperare quel crossover tra rock e dance che li ha fatti brillare negli anni Ottanta. La traccia Guilt Is a Useless Emotion viene nominata ai Grammy Award 2006 nella categoria "Best Dance Recording".
Nell'autunno 2005 viene pubblicata anche la doppia raccolta Singles, accompagnata da un doppio DVD chiamato Item. Nel 2006 esce invece il DVD live New Order: Live in Glasgow.
Dopo il concerto tenutosi a Buenos Aires nel novembre 2006, il bassista Hook suggerisce al gruppo di prendersi una pausa. 
Nel 2007, Peter Hook ha lasciato la band dichiarando che lui e Sumner non avrebbero più lavorato insieme. Sumner ha rivelato nel 2009 di non avere più intenzione di fare musica sotto il nome dei New Order. Nonostante tutto infatti, in questo periodo, rimangono parecchie divergenze artistiche tra i componenti del gruppo, che di certo hanno risentito sulla qualità degli ultimi lavori in studio. Le divergenze hanno portato, il 20 giugno 2007, all'annuncio del definitivo scioglimento del gruppo.
Sumner e Cunningham lavorano in una nuova band, i Bad Lieutenant, mentre Hook ha fondato un nuovo gruppo, i Freebass.

### Seconda reunion (2011-oggi)
Nel settembre 2011 la band si riunisce senza il bassista Peter Hook, rimpiazzato da Tom Chapman, e vede anche il ritorno della chitarrista e tastierista Gillian Gilbert, moglie del batterista Stephen Morris.
Riguardo alla riunione, Peter Hook si è mostrato indignato, commentando in un comunicato: "Sanno tutti che i New Order senza Peter Hook sono come i Queen senza Freddie Mercury, o gli U2 senza The Edge. Parlando seriamente, non riesco a comprendere la decisione presa dagli altri tre: mi sarebbe piaciuto essere interpellato sin dall'inizio, al proposito. Non sono affatto d'accordo con la linea che hanno tenuto, e credo sarebbe stato molto più cortese e professionale se avessero parlato con me prima di annunciare la riunione. Trovo tutto questo molto triste". Tuttavia non viene rivelato se si tratta di una riunione temporanea o permanente.
Nel dicembre 2011 la band pubblica Live al the London Troxy, registrazione del concerto tenuto pochi giorni prima a Londra. Il gruppo continua ad affrontare concerti per tutto il 2012 e, nel dicembre 2012 annuncia la pubblicazione di un nuovo album. Il 14 gennaio 2013 viene pubblicato Lost Sirens (registrato nel periodo 2003-2004 
durante la produzione di Waiting For the Sirens' Call).
Il 22 settembre 2015 la band ha pubblicato un nuovo album, Music Complete, il loro primo album senza il bassista Peter Hook. L'album è stato prodotto principalmente dalla stessa band, a parte le tracce "Singularity”, "Unlearn This Hatred” (prodotte da Tom Rowlands) e "Superheated" (prodotta da Stuart Price). L'album è stato realizzato su CD e vinile.

## Formazione

### Formazione attuale
- Bernard Sumner - voce, chitarra, tastiere, synth (1980-1993, 1998-2007, 2011-presente)
- Stephen Morris - batteria, percussioni, tastiere (1980-1993, 1998-2007, 2011-presente)
- Gillian Gilbert - synth, chitarra (1981-1993, 1998-2001, 2011-presente)
- Phil Cunningham - chitarra, tastiere, batteria elettronica (2001-2007, 2011-presente)
- Tom Chapman - basso (2011-presente)

### Ex componenti
- Peter Hook - basso, batteria elettronica, synth, voce (1980-1993, 1998-2007)

## Discografia
- 1981 - Movement
- 1983 - Power, Corruption & Lies
- 1985 - Low-Life
- 1986 - Brotherhood
- 1989 - Technique
- 1993 - Republic
- 2001 - Get Ready
- 2005 - Waiting for the Sirens' Call
- 2013 - Lost Sirens
- 2015 - Music Complete